# 부천중앙초등학교
부천중앙초등학교는 대한민국 경기도 부천시 원미구에 있는 공립 초등학교이다.

## 학교 연혁
- 1988년 3월 1일: 중앙국민학교 개교(20학급 편성)
- 1989년 3월 4일: 병설유치원 개원
- 1990년 2월 15일: 제 1회 졸업식(남 67명, 여 76명, 계 143명)
- 1996년 3월 1일: 부천중앙초등학교로 교명 변경
- 2008년 8월 14일: 꿈나무관(체육관) 준공
- 2011년 12월 5일: Wee 클래스 구축
- 2014년 2월 14일: 제 25회 졸업장 수여식(남 51명, 여 52명, 계 103명, 누계 5305명)
- 2014년 3월 1일: 제 10대 안종석 교장 부임
- 2014년 3월 1일: 24학급(일반 23학급, 특수 1학급), 유치원 1학급 편성

## 참고 자료
- 부천중앙초등학교 - 한국교육학술정보원 학교알리미